# داود رحمانی

داود رحمانی (۱۳۲۴ – ۲۸ مهر ۱۴۰۰) معروف به حاج داود، نخستین رئیس زندان قزل‌حصار تهران بعد از انقلاب ۵۷ ایران بود.

## زندگی‌نامه
وی متولد سال ۱۳۲۴ در خیابان شهباز (هفده شهریور) در شرق تهران بود. در حوالی همان محل تولد خود به آهنگری اشتغال داشت. پس از انقلاب وارد کمیتهٔ انقلاب شد و سپس به واسطهٔ آشنایی با سید اسدالله لاجوردی، دادستان تهران در آن زمان، به ریاست زندان قزل‌حصار رسید.

## ریاست زندان
از تابستان ۱۳۶۰ تا تیر ۱۳۶۳ وی رئیس زندان قزل‌حصار کرج بوده‌است. دوران ریاست حاج داود در زندان قزل‌حصار به دوران وحشت معروف است. به گفته بسیاری از زندانیان، حاج داود رحمانی که قدرت مطلقه‌ای در اعمال شکنجه بر زندانیان سیاسی در این زندان داشته‌است، روش‌های گوناگونی را برای شکنجه زندانیان به کار گرفته که برخی از آن‌ها (مانند قبرها یا دستگاه‌ها)، در شکل و گستردگی اجرا، منحصر به فرد بوده‌اند.

## موارد نقض حقوق بشر

### شکنجه‌های عمومی
حاج داود در سال ۱۳۶۲ شیوهٔ شکنجهٔ قبر (یا قیامت، تخت، تابوت، جعبه، دستگاه) را ابداع می‌کند، روشی که در آن زندانی در میان تخته‌های نئوپان که از سه طرف او را احاطه کرده‌اند (به طول ۲ متر و عرض و ارتفاع حدود ۸۰ سانتیمتر)، با چشم‌بند و در سکوت مطلق – که در هنگام غذا خوردن هم نمی‌بایست صدای برخورد قاشق با ظرف به گوش می‌رسید- به صورت مستمر و بدون هیچ گونه تماسی با سایر زندانیان باید در یک حالت می‌نشستند. این شکنجهٔ طاقت فرسا بسته به مقاومت زندانی ادامه می‌یافت تا زمانی که مقاومت او بشکند و حاضر به اعلام انزجار علیه گروه و دوستان خود باشد. در مورد زندانیان مقاوم تر این زمان آنقدر ادامه دارد که بسیاری از قربانیان آن سلامت روحی و روانی خود را برای همیشه از دست می‌دهند. در تمام مدت از بلندگوها، سخنرانی‌های مذهبی، اذان، قرآن یا بعدترها مصاحبه افرادی که بریده بودند، پخش می‌شود. در این شکنجه، هدف تحت اختیار گرفتن تمامی حواس و تحرک زندانی و به طبع آن تمامی تفکر و ارادهٔ او است و در حالی حس شنوایی زندانی این مطالب را دریافت می‌کند، که حواس دیگر او کاملاً محدود شده و تحت اختیار شکنجه گر هستند. شهرنوش پارسی‌پور، نویسندهٔ ایرانی، از افرادی است که در بهار سال ۱۳۶۳ قیامت را تجربه کرده‌است. او در کتاب «خاطرات زندان» می‌نویسد که شخص حاج داود به او می‌گوید، باید به «دستگاه» برود، نامی که حاج داود خود به تخت‌ها داده‌است، زیرا که آن‌ها را دستگاه آدم‌سازی یا تواب‌سازی می‌داند:
در هر گور یک زندانی، با چادر و چشم‌بند، رو به دیوار نشسته بود. زندانی نخست با فاصله‌ای از دیوار نشسته بود که حدود بیست سانتیمتر از آن فاصله داشت و زندانی بعدی در انتهای گور، با فاصلهٔ ۲ متر از دیوار نشسته بود و همین جریان تا انتهای دیوار ادامه داشت. بدین ترتیب زندانیان نسبت به هم یک زیگزاگ را تشکیل می‌دادند.
به شهادت محمود خلیلی، از زندانیان هوادار چریک‌های فدایی خلق اقلیت در قزل‌حصار، از سال ۶۲ تا اواخر بهار ۶۳ زندانیان به دلیل خشونت حاکم در زندان کاملاً حالت تدافعی داشتند و اغلب این خشونتها متوجه زنان زندانی بوده‌است و خصوصاً شکنجهٔ دستگاه، در ابتدا مختص زنان بوده و بعدتر شامل مردان نیز می‌شود. به گفتهٔ خلیلی، حاج داود همین شکنجه را قیامت ۸۰ درصد می‌دانست و بارها به آنان وعدهٔ قیامت ۱۰۰ درصد داده بود”.

### شکنجه و خشونت جنسی علیه زندانیان زن
از نظر حاج داود رحمانی قابل تصور نبود که زنی با دلایلی غیر جنسی و به دلیل داشتن تفکر و درک مستقل وارد مبارزه و فعالیت سیاسی شود. حاج داود حساسیت ویژه‌ای در مورد مصاحبه گرفتن از زنان داشت؛ به خصوص برای او مهم بوده‌است که زنان اعتراف کنند که با مردان تشکیلاتشان رابطهٔ جنسی داشته‌اند. به شهادت «تهمینه پگاه»، حاج داود زنی از جنم (یکی از روستاهای کردستان) را بعد از بریدن در قبرها وادار کرد در مصاحبه‌ای اعلام کند که همیشه در پایگاه‌های کومله قرص ضدبارداری وجود داشت. حاج داود زنان را تحقیر می‌کرد و آن‌ها را «زائده‌ای از مردان» می‌دانست و در تمام مصاحبه‌ها آن‌ها را مجبور می‌کرد اعتراف کنند که به قصد ایجاد روابط نامشروع وارد کار سیاسی شده‌اند. به شهادت میترا رضوی اصولاً زن بودن در قزل‌حصار یک شکنجه محسوب می‌شد و این به خاطر همین دید حاج داود به آنان به عنوان یک عنصر دست دوم بود که به قول خود حاج داود «تنها به درد یک کار می‌خوردند».

## پس از قزل‌حصار
وی در تابستان ۶۳ و پس از برکناری اسدالله لاجوردی در اثر فشارهای سیاسی مختلف برکنار شد و بعدها به کار سابق خود در بازار تهران بازگشت؛ برخی از شنیده‌های تأیید نشده حاکی از این بود که وی به دلیل بیماری خانه‌نشین شده بود. او در تاریخ ۲۸ مهر ۱۴۰۰ درگذشت.